# Йона (острів)
Йона (Айона, І Халум Хілле; англ. Iona, шотл. гел. Ì Chaluim Chilleⓘ) — острів в Атлантичному океані поблизу Шотландії. Входить до складу Внутрішніх Гебридських островів. Лежить на невеликій відстані (1,5 км) від остова Малл, з яким зв'язаний поромною переправою. Населення 175 чоловік. Розміри 5,6 Х 1,6 км. Назва острова в перекладі гельської мови — «острів святого Колумби». Відомий своїм абатством, що було засноване святим Колумбою.

## Історія
У 563 році ірландський монах і святий Колумба (Халум Хілле, ірл. Chaluim Chille) разом з 12 монахами заснував на острові монастир. Це був перший крок до навернення язичників, що населяли нинішню Шотландію та Англію до християнства. Острів був подарований святому Колумбі королем чи то Коналлом І — королем Дал Ріади — ірландського королівства, що охоплювало тоді територію західної Шотландії і нинішнього графства Антрім (Ірландія) чи то королем піктів Бріде. Слава про острів і монастир швидко поширилась по Європі і він став місцем паломництва. Одним з мешканців монастиря був святий Курвін.

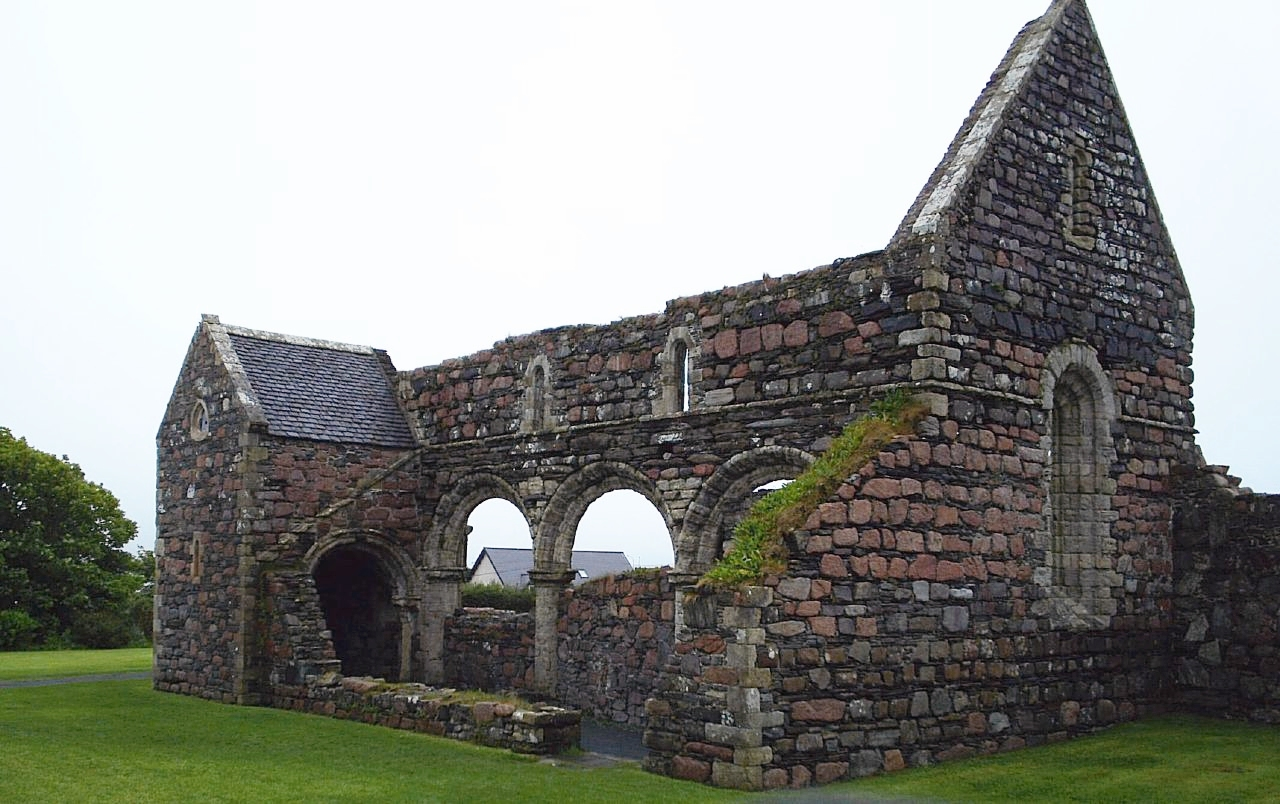
Руїни монастиря августинок

У VIII столітті на острові в монастирі була частково створена книга Келлс (Келлська книга) — шедевр ірландського мистецтва, книга прикрашена малюнками, мініатюрами, орнаментами, каліграфічними написами.

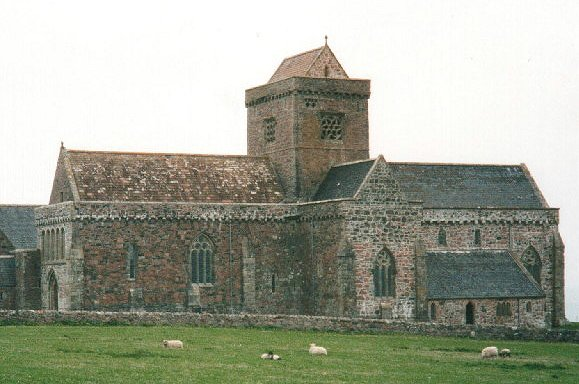
Абатство на острові Йона

У 806 році на острів напали вікінги, які розграбували і зруйнували монастир.
У 1203 році на острові був заснований жіночий августинський монастир, першою настоятельницею якого стала Бретаг — дочка Сомерледа, короля Островів.
Острів був не тільки релігійним центром, але і місцем поховання королів Дал Ріади та їх нащадків — королів Шотландії — тут поховані: Дональд II, Малькольм I, Дункан I, Макбет, Дональд III. На сусідньому острові — острові Стаффа є живописна печера Фінгала.
У 1609 році на острові був підписаний так званий «Статут Йони» договір про підпорядкування гірських кланів Шотландії (які по суті нікому до цього не підкорялися) королю Шотландії Якову VI та шотландським законам.

## Острів Йона в мистецтві
Острів згадується в мультфільмі «Таємниця абатства Келлс» (англ. The Secret of Kells) (2009) — про історію написання та порятунку «Книги Келлс».
Історія острова послужила основою для музичного альбому і назви групи Iona.